# Gangani (tribu)
Pour les articles homonymes, voir Gangani.

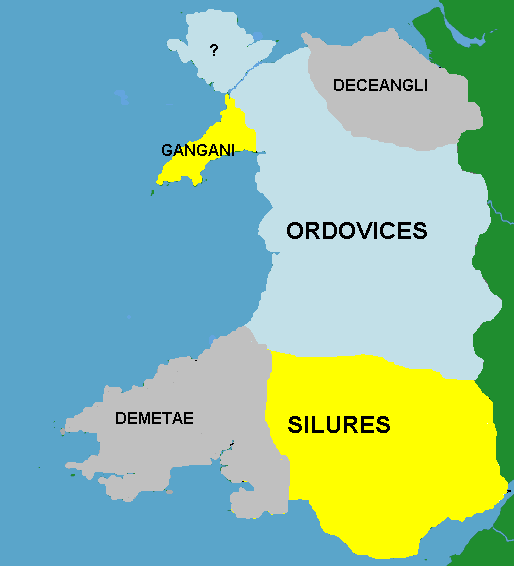
Territoire des Gangani au nord ouest de l'actuel Pays de Galles.

Les Gangani ou  Concani (tribu venant d'Espagne[réf. nécessaire])[source insuffisante] sont un peuple gaélique ou brittonique qui occupait
- les actuels comtés de Limerick et Clare en Irlande
- la péninsule de Llŷn, au Pays de Galles, que Ptolémée appelait le « Promontoire des  Gangani ».